# Vít Kopřiva
Vít Kopřiva (Bílovec, 15 giugno 1997) è un tennista ceco.
Si è distinto soprattutto in singolare vincendo alcuni titoli nel circuito Challenger e raggiungendo una semifinale nel circuito maggiore a Gstaad nel 2021. I suoi migliori ranking ATP sono stati il 78° in singolare nel giugno 2025 e il 261° in doppio nell'ottobre 2022. Ha fatto il suo esordio nella squadra ceca di Coppa Davis nel 2022.

## Carriera

### 2015-2020
Kopriva debutta nel circuito ITF Futures a 18 anni nel 2015 e nelle successive quattro stagioni vince 5 tornei, raggiunge altre 9 finali e soltanto a fine 2019 ha la classifica necessaria per partecipare con maggiore frequenza ai tornei di categoria Challenger. I primi risultati di rilievo arrivano l'anno seguente con i quarti di finale a Marbella e Lima e chiude la stagione per la prima volta nelle prime 300 posizioni del ranking.

### 2021
Nella prima metà del 2021 raggiunge la semifinale a San Pietroburgo, Roma e Braunschweig e i quarti ancora a Zadar e Praga. Al torneo di Gstaad supera per la prima volta, e solamente al secondo tentativo, le qualificazioni di un torneo dell'ATP Tour eliminando in successione Maximilian Marterer ed Enzo Couacaud. Al suo esordio nel circuito maggiore supera al primo turno il nº 10 del mondo Denis Shapovalov per 2-6, 6-3, 6-2 e il nº 96 Mikael Ymer per 6-1, 6-0, prima di fermarsi in semifinale contro il nº 14 del ranking Casper Ruud. Con questo risultato guadagna 50 posizioni in classifica entrando nella top 200 e si garantisce l'ingresso nel tabellone di qualificazione degli US Open, dove venne eliminato al primo turno. Nella restante parte di stagione raggiunge solo una semifinale nel Challenger di Lima II.

### 2022
Dopo i quarti di finale al Challenger di Bendigo dove viene sconfitto dal vincitore del torneo Ernesto Escobedo, viene eliminato al secondo turno di qualificazione agli Australian Open. Al torneo successivo, a Pune, si qualifica per la seconda volta a un tabellone principale ATP eliminando la wild card locale Manish Sureshkumar e la teste di serie nº 1 Altuğ Çelikbilek; supera quindi Cem Ilkel ed esce al secondo turno per mano di Emil Ruusuvuori. Supera di nuovo le qualificazioni e raggiunge il secondo turno in un torneo ATP in aprile a Marrakech. A giugno vince a Prostějov il suo primo titolo Challenger superando in finale Dalibor Svrčina per 6-2, 6-2. Continua a risalire la classifica con buoni risultati nei Challenger e il mese successivo porta il best ranking alla 124ª posizione mondiale. Nel prosieguo della stagione il miglior risultato è la semifinale raggiunta in ottobre al Parma Challenger.

### 2025
Vince il suo primo incontro in una prova del Grande Slam all'Open di Francia 2025 ed esce di scena al secondo turno; a fine torneo porta il miglior ranking all'83ª posizione mondiale e a fine giugno sale alla 78ª.

## Statistiche

### Tornei minori

#### Singolare

##### Vittorie (11)
| Legenda tornei minori |
| Challenger (6)        |
| ITF (5)               |

| N.  | Data              | Torneo                           | Superficie  | Avversario in finale   | Punteggio          |
| 1.  | 25 settembre 2016 | Egypt F25, Il Cairo              | Terra rossa | Mateo Nicolas Martinez | 3-6, 4-6, 6-1      |
| 2.  | 27 maggio 2018    | Poland F4, Ustroń                | Terra rossa | Dante Gennaro          | 7-5, 6-1           |
| 3.  | 14 ottobre 2018   | Turkey F31, Adalia               | Terra rossa | Dragos Nicolae Madaras | 7-6(5), 3-1 rit.   |
| 4.  | 24 marzo 2019     | M15 Tabarka, Tabarka             | Terra rossa | Pol Toledo Bague       | 5-7, 6-1, 1-0 rit. |
| 5.  | 19 maggio 2019    | M15 Prague, Praga                | Terra rossa | Patrik Rikl            | 6-2, 6-3           |
| 6.  | 4 giugno 2022     | Czech Open, Prostějov            | Terra rossa | Dalibor Svrčina        | 6-2, 6-2           |
| 7.  | 30 luglio 2023    | Internazionali di Verona, Verona | Terra rossa | Vitaliy Sachko         | 1-6, 7-6(3), 6-2   |
| 8.  | 10 settembre 2023 | NÖ Open, Tulln an der Donau      | Terra rossa | Sumit Nagal            | 6-2, 6-4           |
| 9.  | 15 settembre 2024 | Szczecin Open, Stettino          | Terra rossa | Andrea Pellegrino      | 7-5, 6-2           |
| 10. | 10 novembre 2024  | Lima Challenger, Lima            | Terra rossa | Elmer Møller           | 6-3, 7-6(3)        |
| 11. | 30 marzo 2025     | Tennis Napoli Cup, Napoli        | Terra rossa | Luciano Darderi        | 3-6, 6-3, 7-6(4)   |

##### Sconfitte in finale (12)
| Legenda tornei minori |
| Challenger (3)        |
| ITF (9)               |

| N.  | Data              | Torneo                                | Superficie  | Avversario in finale | Punteggio     |
| 1.  | 21 agosto 2016    | Slovak Republic F4, Bratislava        | Terra rossa | Václav Šafránek      | 6(6)-7, 1-6   |
| 2.  | 18 settembre 2016 | Egypt F24, Il Cairo                   | Terra rossa | Jaroslav Pospíšil    | 5-7, 4-6      |
| 3.  | 19 marzo 2017     | Greece F2, Candia                     | Cemento     | Yaraslav Shyla       | 3-6, 3-6      |
| 4.  | 19 marzo 2017     | Czech Republic F5, Ústí nad Orlicí    | Terra rossa | David Poljak         | 4-6, 4-6      |
| 5.  | 18 novembre 2018  | Greece F8, Candia                     | Cemento     | Tom Kocevar-Desman   | 6(1)-7, 2-6   |
| 6.  | 9 dicembre 2018   | Egypt F30, Il Cairo                   | Terra rossa | Riccardo Bonadio     | 2-6, 0-6      |
| 7.  | 17 febbraio 2019  | M15 Sharm El Sheikh, Sharm el-Sheikh  | Cemento     | Wu Tung-lin          | 3-6, 3-6      |
| 8.  | 1º settembre 2019 | M25 Gyor, Győr                        | Terra rossa | Roberto Cid Subervi  | 1-6, 0-6      |
| 9.  | 29 settembre 2019 | M25 Ricany, Říčany                    | Terra rossa | Michael Vrbenský     | 3-6, 6-3, 2-6 |
| 10. | 17 settembre 2023 | Szczecin Open, Stettino               | Terra rossa | Federico Coria       | 1-6, 6(4)-7   |
| 11. | 18 agosto 2024    | Kozerki Open, Grodzisk Mazowiecki     | Cemento     | Marc-Andrea Hüsler   | 1-6, 4-6      |
| 12. | 19 gennaio 2025   | Nonthaburi Challenger III, Nonthaburi | Cemento     | Brandon Holt         | 3-6, 2-6      |